# 石立真悠子
石立 真悠子（いしたて まゆこ、1987年1月18日 - ）は、福井県福井市出身のハンドボール選手。日本ハンドボールリーグの三重バイオレットアイリス所属。

## 経歴
福井市明倫中学校時代にハンドボール部の顧問に誘われハンドボールを開始。2001年の第10回JOCジュニアオリンピックカップでは優秀選手に選ばれた。
中学卒業後は小松市立高等学校へ進学。
２年時2003年、選抜大会優勝、インターハイ２位、国体３位。3年時2004年、選抜大会・インターハイ・国体３冠。　高校単独チームとして全日本選手権に出場。2004年には第8回アジア女子ジュニア選手権の日本代表に選出された。
高校卒業後は「ハンドボールを続けるなら一番強いチームに行きたい」という理由で、当時全日本学生ハンドボール選手権大会（インカレ）3連覇を達成していた筑波大学へ進学。2005年は第15回世界女子ジュニア選手権の日本代表に選出された。
2006年は関東学生ハンドボール・春季リーグで優秀新人賞を受賞。秋季リーグでは優秀選手賞を受賞した。同年のインカレでは2年ぶりの優勝に貢献し、優秀選手に選ばれた。
2007年は春季リーグ・秋季リーグでそれぞれ優秀選手賞を受賞した。インカレでは2連覇を達成し、2年連続で優秀選手に選ばれた。
2008年は春季リーグで優秀選手賞を受賞。秋季リーグでは2季ぶりの優勝に貢献し、最優秀選手賞を受賞した。同年のインカレでは3連覇を達成。3年連続で優秀選手に選ばれた。
2009年に日本ハンドボールリーグのオムロンへ加入。同年7月の第14回ヒロシマ国際ハンドボール大会で日本代表に初選出された。12月には第19回世界選手権の日本代表に選出された。
2010年はジャパンカップや第15回ヒロシマ国際ハンドボール大会の日本代表に選出。11月には第16回アジア競技大会の日本代表に選ばれ、銀メダルを獲得した。
2011年は日韓定期戦や第16回ヒロシマ国際ハンドボール大会の日本代表に選出。10月にロンドンオリンピック・アジア予選の日本代表に選ばれた。12月には第20回女子世界選手権の日本代表に選出され、19得点を記録した。2011-12年シーズンはリーグ10位の57得点を挙げた。
2012年はロンドン五輪・世界最終予選の日本代表に選出。2012-13年シーズンは広島メイプルレッズとのプレーオフ決勝で両チーム最多の6得点を挙げ、最高殊勲選手賞を受賞した。
2013年は日韓定期戦や第18回ヒロシマ国際ハンドボール大会の日本代表に選出。7月に行われた第3回社会人選手権ではベストセブンを受賞。12月には第21回女子世界選手権の日本代表に選ばれた。2013-14年シーズンは初のベストセブンを受賞した。
2014年は第19回ヒロシマ国際ハンドボール大会の日本代表に選出。7月にハンガリー1部のフェヘールヴァールKCへ移籍した。移籍後は両足を疲労骨折し、治療のため半年で帰国した。
2015年はリハビリを経てハンガリーリーグに復帰。第20回ヒロシマ国際ハンドボール大会の日本代表に選ばれた。10月にリオデジャネイロオリンピック・アジア予選の日本代表に選出。12月には第22回女子世界選手権の日本代表に選ばれた。
2016年3月にリオデジャネイロ五輪・世界最終予選の日本代表に選ばれたが、敗退。その後は燃え尽き症候群となり、フェヘールヴァールKCの2年契約も終了したため帰国を考えていたが、「ハンガリーで自分なりに成し遂げたことがあれば戻っておいで」と家族に言われ、自分では満足していなかったため再び1年間ハンガリーでプレーすることを決めた。
2017年に帰国し、福井国体に向けて福井県体育協会（JJ.GANG）に所属。
2018年1月に古巣・オムロンに復帰。背番号は「20」。同年は春までJJ.GANGとしての試合予定がなかったため、試合勘を失わないようにと各団体に相談。「海外での経験を選手たちに伝えてほしい」というオムロン側の希望もあって、同年3月までの期間限定移籍となった。4月から再びJJ.GANGでプレー。6月にジャパンカップの日本代表に選ばれた。
2019年4月に三重バイオレットアイリスへ移籍。背番号は「81」。

## 詳細情報

### 年度別成績
| 年       | チーム   | 試合 | フィールド 得点 | 率   | 7m  | 合計    | 警告 | 退場 | 失格 |
| -------- | -------- | ---- | --------------- | ---- | --- | ------- | ---- | ---- | ---- |
| 2009-10  | オムロン | 15   | 30/58           | .517 | 0/0 | 30/58   | 4    | 1    | 0    |
| 2010-11  | オムロン | 15   | 29/73           | .397 | 0/0 | 29/73   | 7    | 9    | 0    |
| 2011-12  | オムロン | 15   | 57/112          | .509 | 0/0 | 57/112  | 10   | 2    | 0    |
| 2012-13  | オムロン | 15   | 41/76           | .539 | 0/0 | 41/76   | 6    | 5    | 0    |
| 2013-14  | オムロン | 15   | 57/91           | .626 | 0/0 | 57/91   | 5    | 5    | 0    |
| 2017-18  | オムロン | 6    | 15/28           | .536 | 0/0 | 15/28   | 1    | 1    | 0    |
| JHL：6年 | JHL：6年 | 81   | 229/438         | .523 | 0/0 | 229/438 | 33   | 23   | 0    |

- 各年度の太字はリーグ最高

### JHLプレーオフ
| 年      | チーム   | 試合                                | フィールド 得点 | 率   | 7m  | 合計 | 警告 | 退場 | 失格 |
| ------- | -------- | ----------------------------------- | --------------- | ---- | --- | ---- | ---- | ---- | ---- |
| 2009-10 | オムロン | ソニーセミコンダクタ九州戦 (準決勝) | 1/4             | .250 | 0/0 | 1/4  | 1    | 0    | 0    |
| 2011-12 | オムロン | ソニーセミコンダクタ戦 (準決勝)     | 3/6             | .500 | 0/0 | 3/6  | 1    | 0    | 0    |
| 2011-12 | オムロン | 北國銀行戦 (決勝)                   | 0/2             | .000 | 0/0 | 0/2  | 1    | 0    | 0    |
| 2012-13 | オムロン | 広島メイプルレッズ戦 (決勝)         | 6/10            | .600 | 0/0 | 6/10 | 0    | 0    | 0    |
| 2013-14 | オムロン | ソニーセミコンダクタ戦 (準決勝)     | 3/7             | .429 | 0/0 | 3/7  | 1    | 1    | 0    |
| 2013-14 | オムロン | 北國銀行戦 (決勝)                   | 6/10            | .600 | 0/0 | 6/10 | 0    | 0    | 0    |

### タイトル・表彰

#### 日本ハンドボールリーグ
- 最高殊勲選手賞：1回 (2012年)
- ベストセブン賞：1回 (2013年)

#### 社会人選手権
- ベストセブン：1回 (2013年)

### 記録

#### 日本ハンドボールリーグ
- フィールドゴール初得点：2009年9月6日、対ソニーセミコンダクタ九州戦（横浜文化体育館）[44]
- 通算200得点：2014年1月26日、対HC名古屋戦（ブラザー体育館）[45]

### 背番号
- 8 (2009年 - 2014年)
- 20 (2014年 - 2019年)
- 81 (2019年 - )

## 代表歴

### 日本代表
- オリンピック予選 (ロンドン五輪アジア予選/世界最終予選・リオデジャネイロ五輪アジア予選/世界最終予選)
- 世界選手権 (2009年・2011年・2013年・2015年)
- アジア選手権 (2010年)
- アジア競技大会 (2010年・2014年・2018年)
- ジャパンカップ (2010年・2018年・2019年)
- ヒロシマ国際大会 (2009年・2010年・2011年・2013年・2014年・2015年)
- 日韓定期戦 (2011年・2013年・2014年・2018年・2019年)
- おりひめJAPAN トライアルゲームズ (2018年)

#### 大会別成績
| 年     | 大会                  | 対戦国                       | フィールド 得点 | 率    | 7m  | 合計 | 警告 | 退場 | 失格 |
| ------ | --------------------- | ---------------------------- | --------------- | ----- | --- | ---- | ---- | ---- | ---- |
| 2015年 | リオ五輪 アジア予選   | ウズベキスタン戦             | 2/2             | 1.000 | 0/0 | 2/2  | 0    | 0    | 0    |
| 2015年 | リオ五輪 アジア予選   | 中華人民共和国戦             | 1/3             | .333  | 0/0 | 1/3  | 0    | 0    | 0    |
| 2015年 | リオ五輪 アジア予選   | カザフスタン戦               | 0/1             | .000  | 0/0 | 0/1  | 0    | 0    | 0    |
| 2015年 | リオ五輪 アジア予選   | 韓国戦                       | 2/6             | .333  | 0/0 | 2/6  | 0    | 0    | 0    |
| 2015年 | 世界選手権            | デンマーク戦 (予選)          | 1/3             | .333  | 0/0 | 1/3  | 0    | 1    | 0    |
| 2015年 | 世界選手権            | モンテネグロ戦 (予選)        | 3/7             | .429  | 0/0 | 3/7  | 0    | 1    | 0    |
| 2015年 | 世界選手権            | チュニジア戦 (予選)          | 3/9             | .333  | 0/0 | 3/9  | 1    | 1    | 0    |
| 2015年 | 世界選手権            | セルビア戦 (予選)            | 5/10            | .500  | 0/0 | 5/10 | 0    | 0    | 0    |
| 2015年 | 世界選手権            | ハンガリー戦 (予選)          | 2/7             | .286  | 0/0 | 2/7  | 0    | 0    | 0    |
| 2015年 | 世界選手権            | 中華人民共和国戦 (17-20位戦) | 1/4             | .250  | 0/0 | 1/4  | 0    | 2    | 0    |
| 2015年 | 世界選手権            | プエルトリコ戦 (19-20位戦)   | 3/3             | 1.000 | 0/0 | 3/3  | 0    | 0    | 0    |
| 2016年 | リオ五輪 世界最終予選 | チュニジア戦                 | 1/5             | .200  | 0/0 | 1/5  | 1    | 0    | 0    |
| 2016年 | リオ五輪 世界最終予選 | オランダ戦                   | 4/4             | 1.000 | 0/0 | 4/4  | 1    | 0    | 0    |
| 2016年 | リオ五輪 世界最終予選 | フランス戦                   | 1/2             | .500  | 0/0 | 1/2  | 0    | 1    | 0    |